# ブラザーズ・グリム
『ブラザーズ・グリム』（The Brothers Grimm）は、2005年のイギリスの冒険ファンタジー映画。監督はテリー・ギリアム、出演はマット・デイモンとヒース・レジャーなど。グリム童話の誕生の陰に若き日のグリム兄弟が自ら体験した冒険譚が隠されていたとのアイデアを出発点として構築されたファンタジー世界を描いている。

## ストーリー
1796年、グリム兄弟の弟のジェイクは、病気の妹を医者に診せる金を作るために売る牛を、騙されて「魔法の豆」と交換してしまうような夢見がちな子供だった。兄のウィルはそんな弟をバカだと激怒する。妹は医者に診せられぬまま、死んでしまう。
15年後、成長したウィルとジェイクの兄弟は、魔物退治の達人として名を知られた存在となっており、各地を巡って魔物を退治しては報酬を得ていた。ジェイクは各地の民話や伝説を収集するのに熱心で、ウィルは現実的で要領よく生きようとしていた。そしてフランス占領下ドイツのとある村でバンシー退治を首尾よく成し遂げたが、そこでフランスのドゥラトンブ将軍の部下であるカヴァルディに、ペテン師として仲間と共に逮捕されてしまう。ドゥラトンブ将軍は、兄弟一味を見逃す代わりにある森で起こっている不可解な連続少女失踪事件のトリックをあばき、解決することを要求してきた。
兄弟たちは仕方なしに要求を受け入れ、カヴァルディの監視付きで、森のある村に出向く。そこで兄弟は、村人から良く思われていないが、森に詳しい猟師の娘アンジェリカに助力を請い、人がおそれて足を踏み入れない森の奥も調べることになった。そこは昔、忌まわしい魔力を持つ、美貌の鏡の女王が住んでいたと言い伝えられる塔の建つ森であった。事件の背後には、あくまで人為的なトリックがあると思っていた兄弟だが、森では今も鏡の女王の気配と魔力が息づいているかのような解明できない奇怪な出来事が立て続けに起こり、調査中にも少女の失踪は続いていた。やがて兄弟も驚いたことに、少女たちの失踪は、鏡の女王の偏執的な宿願によって引き起こされていたことが判明したが、すでに時はさし迫り、集められた少女たちが女王の犠牲になろうとしている夜になってしまっていた。おぞましい企みを阻止しようとする兄弟にも、次々と女王の魔の手が襲いかかってくる。兄弟は協力して奮戦するのだった。

## キャスト
役名：俳優（ソフト版日本語吹き替え）
- ウィル・グリム：マット・デイモン（東地宏樹）

兄役だが、実在のヴィルヘルムは弟
- ジェイコブ・グリム：ヒース・レジャー（森川智之）

弟役だが、実在のヤーコプは兄
- 鏡の女王：モニカ・ベルッチ（高橋理恵子）
- ドゥラトンブ：ジョナサン・プライス（勝部演之）
- アンジェリカ：レナ・ヘディ（藤本喜久子）
- カヴァルディ：ピーター・ストーメア（斎藤志郎）
- ヒドリック：マッケンジー・クルック（後藤哲夫）
- アンジェリカの父：トマス・ハネク（英語版）（中村秀利）
- バンスト：リチャード・ライディングス（英語版）（天田益男）
  - その他の日本語吹き替え：水内清光／永井誠／小形満／野沢由香里／羽村京子／藤原美央子／佐藤晴男／恒松あゆみ／寺田はるひ／松来未祐／一馬芳和／白熊寛嗣

## トリビア
- ギリアムとマット・デイモンは、レナ・ヘディが演じた役をサマンサ・モートンが演じることを望んでいたが、プロデューサーの反対で実現しなかった。
- 当初はニコール・キッドマンとアンソニー・ホプキンスがキャスティングされていたが、スケジュールが合わなかったため実現しなかった。
- 最初、ギリアムは音楽にゴラン・ブレゴヴィックを選んだが、より伝統的な音楽を使うことを決めたためダリオ・マリアネッリになった。
- 当初はロビン・ウィリアムズがキャスティングされていたが、実現しなかった。
- 当初はジョニー・デップがウィル役にキャスティングされていた。
- ギリアムによると、マット・デイモンはこの映画のためにタンゴのレッスンを受けたという。
- 2004年6月、セットで問題が発生したため、ギリアムはこの映画の制作を半年間中断することにした。ギリアムはその期間に『ローズ・イン・タイドランド』を撮影し、2005年1月に再開した。
- この映画で最も費用の掛かったシーンはカットされている。理由は、そのシーンが映画の早い段階に登場するのでそれ以降のシーンがすべて色褪せてしまうため。ギリアムは、そのシーンをDVDの特典映像に入れると述べた。
- 「手の森」の場面はギリアムが25年間暖めていたアイディアである。もともとは『バンデットQ』（1981年）のために考えられたシーンで、『未来世紀ブラジル』（1985年）でも入れることが検討された。
- マット・デイモンとヒース・レジャーは、もともとは逆にキャスティングされていたが、申し立てをして役を取り替えた。
- 全米脚本家組合に関連する問題のせいで、ギリアムとトニー・グリソーニは、アーレン・クルーガーによる脚本に多くの変更を加えたにもかかわらずクレジットに名前を出すことができなかった。ギリアムとグリソーニは自分たちのクレジットとして「ドレス・パターン・メーカー」というものを考え出し、この映画は「脚本」からではなく「ドレス・パターン（型紙）」から作られたと述べたという。
- 拷問部屋のシーンで、胴体を吊り下げられたマット・デイモンは、肋骨が縄で圧迫されて呼吸ができなくなるため、その状態では1分半ほどしか耐えることができなかった。
- マット・デイモンとヒース・レジャーは、映画では年の近い兄弟を演じているが、実際には9つの年齢差がある。
- アメリカでPG-13にレイティングされた最初のギリアム監督作品である。他の作品はPGまたはRにレイティングされている。
- ギリアムの長女がアシスタントとして、長男がワンシーンに出演という形で参加している。

## おとぎ話との関連
この映画ではおとぎ話（ほとんどはグリム童話）からの引用が多く見られるが、実際の話とは多少異なっている。
- ジェイクは牛と引き替えに豆を手に入れる（『ジャックと豆の木』）。
- 鏡の女王は、『白雪姫』（邪悪な女王と魔法の鏡）、『エンドウ豆の上に寝たお姫さま』（積み重ねた敷き布団の上に寝る）、『ラプンツェル』（入り口の無い塔に住み、髪の毛が長い）が組み合わされている。
- 『赤ずきん』の英雄的な狩人は、映画では邪悪な家来と狼男になっている（悪い狼）。
- 『ジンジャーブレッド・マン』は、映画では泥の化け物である。
- 『ジャックと豆の木』のジャックは、兄弟の名前に合わせてジェイクに変えられている。
- ヘンゼルとグレーテルは自分たちを「ハンス」、「グレータ」と呼ぶ。
- 悪魔に取り憑かれた馬を見た少女は、『赤ずきん』が狼を見たときと同じように「なんて大きな耳なの。なんて大きな目なの…」と言う。
- いけにえの少女たちは、眠りに落ちるときに指に針を刺される（『眠れる森の美女』）。
- いけにえの少女たちの足には、魔法によってガラスの靴が履かせられる（『シンデレラ』）。
- 狂った老婆は兄弟に赤いリンゴを与えようとする（『白雪姫』）。
- カエルにキスをする（『かえるの王さま』）。
- 酔っぱらったジェイクが、ノームの名前を当てなければならなくなったときの話をする（『ルンペルシュティルツヒェン』）。
- キスによって魔法が解け目覚める（『白雪姫』）。

ほかにも次のような引用が見られる。
- 鏡の女王の物語は、「流血の伯爵夫人」と呼ばれたバートリ・エルジェーベトの伝説を彷彿とさせる。
- 指輪が水の中に投げ入れられると水が凍るシーンは、映画『レジェンド/光と闇の伝説』の1シーンとよく似ている。
- 少女が靴を打ち合わせるのは『オズの魔法使い』のドロシーのそれと同じである。

## 作品の評価
Rotten Tomatoesによれば、182件の評論のうち高評価は38%にあたる69件で、平均点は10点満点中5.3点、批評家の一致した見解は「『ブラザーズ・グリム』は美しい映像に満ちているが、ストーリーは不自然でぎこちなく、魅惑的とは言い難い。」となっている。
Metacriticによれば、36件の評論のうち、高評価は13件、賛否混在は18件、低評価は5件で、平均点は100点満点中51点となっている。